# Olof Fåhræus (1796–1884)
Olof Immanuel Fåhræus, född 23 mars 1796 i Othems församling, Gotlands län, död 28 maj 1884 i Jakob och Johannes församling, Stockholms stad, var en svensk ämbetsman och entomolog.

## Biografi
Fåhræus avlade studentexamen vid Uppsala universitet 1810 och efter att ha avlagt kansliexamen vid 19 års ålder där blev Fåhræus kanslist 1816 vid kungens kammarexpedition. Han blev samtidigt även kanslist i Generaltulldirektionens kansli, där han gjorde sig en snabb karriär. Han utnämndes 1826 till chef för västra tulldistriktet med säte i Göteborg. År 1834 och 1838 var han tilltänkt som statssekreterare för Handels- och finansexpeditionen. Han tackade emellertid nej på grund av sin avvikande uppfattning om näringslagstiftningen gentemot statsrådets medlemmar. Han var statsråd 1840–1847 och blev förste chef för det då nyinrättade Civildepartementet. När han till slut, tack vare sin bror, ämbetsmannen Johan Fredrik Fåhræus, tackade ja till att bli civilminister påbörjade han ett genuint reformarbete.
Han inrättade navigationsskolor i Göteborg, Gävle, Malmö och Kalmar samt nya lantbruksskolor. År 1846 grundade han också det första Lantbruksinstitutet placerat i Ultuna. Lantbruksakademien och Teknologiska Institutet omorganiserades. Han verkade också för att inrätta Styrelsen för Väg- och Vattenbyggnader, entreprenad av skjutsningsbesväret, nya författningar angående kolhandeln och stångjärnssmidet, samt den grövre järnförädlingen. Men av större betydelse var avskaffandet av skråen och inrättandet av fabriks- och hantverksföreningar. Han ivrade också vid 1844–1845 års riksdag för en reform av Missgärningsbalken och Straffbalken i 1734 års lag, vilket kung Oscar I var anhängare av. Han var anhängare till arvslagstiftningsreformen, som stadgade att en syster kunde ärva lika med en broder. Fåhræus utnämndes den 23 september 1847 till landshövding i Göteborgs och Bohus län, vilket var ett ämbete som Fåhræus förvaltade med stor skicklighet. Han efterträddes som civilminister av sin bror Johan Fredrik Fåhræus.
Vid 1848 års politiska oroligheter i Göteborg lyckades han lugna ner den oroliga stämningen på ett sånt skickligt sätt att regeringen ville göra honom till överståthållare i Stockholm. Fåhræus ville emellertid inte lämna Göteborg, och anbudet gick vidare till den högt ansedde aristokraten Jakob Essen Hamilton som accepterade anbudet. På våren 1864 avgick han som landshövding, och flyttade till Stockholm. 1866 valdes han till riksdagsledamot av Första kammaren som representant för Göteborgs och Bohus läns valkrets 1867–1878. I riksdagen verkade han främst för frihandelns sak. År 1867 blev han dessutom ledamot av statsutskottet och ordförande i riksbanksfullmäktige vilket han var fram till 1872.  Han var också vice talman 1868–1872 och under del av 1875 års riksdag. År 1878 lämnade han riksdagen.
Från tidig ålder och hela sitt liv var han också djupt engagerad i naturvetenskapliga ämnen, speciellt inom entomologin. Han ansågs bland ledande europeiska insektsforskare som en skarpsynt forskare och författare inom sitt ämnesområde. Tillsammans med Carl Johan Schönherr utarbetade han det stora verket Genera et species Curculionidum, tryckt i sex delar i Paris 1838–1844, samt skrev tillsammans med Carl Henrik Boheman flera monografier i Bohemans Insecta Caffrariae 1848–1857. Det naturhistoriska museet i Göteborg kom också till stånd på Fåhræus initiativ.
Fåhræus och gjorde sig känd även som politisk och nationalekonomisk skriftställare. Han var ledamot av Kungliga Vetenskaps- och Vitterhetssamhället i Göteborg (1831; hedersledamot 1841) och av Vetenskapsakademien (1840), som 1889 lät prägla en medalj över honom, samt hedersledamot av Vetenskapssocieteten i Uppsala (1845), av Lantbruksakademien (1848), av Vitterhetsakademien den 12 april 1870 och av Fysiografiska sällskapet i Lund (1878). År 1877 utnämndes han till filosofie hedersdoktor i Uppsala. Åren 1865–1875 var han ledamot av Serafimerordensgillet.
Bland Fåhræus' tryckta skrifter märks också Ytterligare bidrag till det hvilande representationsförslagets granskning af tvänne reformvänner (anonymt; 1865), Coleoptera Caffrariae (i "Öfversigt af Vetenskapsakademiens förhandlingar" 1870–1872), Om arternas härledning i djurriket (i "Svensk tidskrift", 1874), Om transformationsteoriens stöd af embryologiska iakttagelser (i "Svensk tidskrift", 1876) och Skildringar ur det offentliga lifvet (1880), viktiga bidrag till samtidens historia.
Han var även tillförordnad finansminister 1845 till 1847 samt tillförordnad ecklesiastikminister 1847, innan han avgick som civilminister. Fåhræus adlades 1842 av kung Karl XIV Johan under namnet Fåhræus och introducerades 1843 med nummer 2317.
Olof Fåhræus var son till köpmannen Carl Niclas Fåhræus och Margareta Katarina Sturtzenbecker samt tvillingbror till Johan Fredrik Fåhræus. Fåhræus gifte sig 1823 med sin kusin Laura Sturtzenbecker (1803–1875). De var föräldrar till Hugo Fåhræus. Olof Fåhræus är begravd på Norra begravningsplatsen utanför Stockholm.